# Mojżesz Szajniak
Mojżesz Szajniak (Mosze Lejb) (ur. 2 czerwca 1879 w Dobrej k. Turku, zm. ?) – właściciel drukarni w Łodzi. 

## Biogram
Syn Jonatana, majstra kuśnierskiego. Otrzymał tradycyjne wychowanie, uczył się w chederze, u prywatnych nauczycieli oraz w beit-hamidraszu. 
Uznawany tam był za zdolnego ucznia o zacięciu humanistycznym. 
W 1894 r. przybył do Łodzi i odbył praktykę w drukarni Leona (Lejby Izraela) Krukowskiego oraz w innych miejscowych drukarniach. Dla pogłębienia wiedzy zawodowej wyjechał do Wiednia, gdzie wyspecjalizował się w technice nagrywania płyt dźwiękowych i w produkcji druków akcydensowych.
W lipcu 1908 r. rozpoczął starania o koncesję na założenie własnego zakładu, uzyskując ją 9 lutego 1909 r. Uruchomił firmę początkowo przy ul. Średniej (obecnie ul. Pomorska) 13, potem na krótko przy ul. Średniej 11, wreszcie w latach 1927-1932 ponownie pod dawnym adresem. W latach 20. XX w. był właścicielem bardziej nowoczesnej drukarni przy ul. Gdańskiej 40, w której pracowały dwie nowe maszyny typograficzne, dociskowa „Brillant”, bostonka, komplet nowych czcionek i niewielka introligatornia. 
Wydał pod swoją firmą co najmniej 105 książek i broszur. Jego drukarnia przyjmowała zlecenia na druk czasopism, takich jak m.in. „Miesięcznik Żydowski” (1930-1935), „Ogniwa” (1928-1936), „Przegląd Miesięczny” (1922), „Zwierciadło Dziesięciu Muz” (1924). 
W latach 1910–1913 wydał kilkanaście zbiorów piosenek kabaretowych i utworów humorystycznych. Wydał też 17 broszur w języku rosyjskim, później jednak przeważały druki polskie, często o tematyce żydowskiej. Poziom edytorski druków był wysoki, dlatego drukarnia została dwukrotnie (1911, 1912) wyróżniona srebrnymi medalami. 
Powstawały w niej także druki artystyczne takie m.in. jak wydane nakładem Szachny Szapiro w 1930 r. 24 portrety wybitnych osobistości pochodzenia żydowskiego, m.in. cadyka z Góry Kalwarii, Gaona z Kozienic, Mojżesza Majmonidesa, rabinów: Bunema z Przysuchy, Arona Lewina z Rzeszowa, Meira Szapiro z Piotrkowa, Izraela Baal Szem Tow. 
Gdy w wyniku kryzysu gospodarczego drukarnia popadła w długi, 26 lutego 1932 r. została ogłoszona jej upadłość, wierzytelności przejął decyzją sądu Chaskiel Opoczyński, ale Szajniak nadal prowadził działalność pod swoim nazwiskiem do 1939 r.
Był członkiem i przewodniczącym zarządu Klubu Rzemieślniczego.
Był jednym z założycieli Sekcji Drukarzy tego Klubu. 
Był członkiem komisji rewizyjnej Stowarzyszenia Właścicieli Drukarń i Litografii w Łodzi (założonego w 1907 r.). Był też członkiem Korporacji Przemysłu Graficznego i przewodniczącym Sądu Rozjemczego tejże Korporacji.
Był ławnikiem łódzkiego Sądu Pokoju.
Był też członkiem Rady Nadzorczej Banku Rzemiosła. 
W 1937 r. mieszkał w Łodzi przy ul. Gdańskiej 42.
Podczas okupacji mieszkał w getcie łódzkim przy ul. Zgierskiej 40. Data i miejsce śmierci nieznane.